# Anna Wohlfarth
Anna Wohlfarth (* 1994 in Berlin) ist eine deutsche Jazzmusikerin (Piano, Komposition).

## Leben und Wirken
Wohlfarth erhielt Klavierunterricht und spielte schon früh in der Schul-Bigband; sie studierte am Jazz-Institut Berlin und an der Kungliga Musikhögskolan Stockholm. Gemeinsam mit dem Gitarristen Benedikt Schnitzler gründete sie 2017 das Hans Anselm Quintett, zu dem Gabriel Rosenbach, Arne Imig und Johannes Metzger gehören; auf dem selbstproduzierten Album Obscure Companion (2018) werden Kompositionen der beiden Leader vorgestellt. 2021 folgte Room Scope Moon bei Berthold Records. Weiterhin leitet sie mit Schnitzler die Hans Anselm Big Band, in der Musiker aus Berlin, Hamburg und Dresden seit 2016 die Kompositionen der beiden Leader aufführen. Nach dem selbstproduzierten Album Kreisfrequenz (2017) entstand mit der Formation, die sich auch in Radioauftritten beim RBB und Deutschlandfunk vorstellte, das Album Liquid Circle (Double Moon Records, 2020).
Wohlfarth spielt überdies mit Fabian Timm (Bass) und Johannes Metzger (Schlagzeug) im Trio Momementum. Weiterhin arbeitete sie im Frauenprojekt Planet 9, das 2016 auf dem Kurt-Weill-Fest auftrat und das gleichnamige Album vorlegte. Mit Olga Amelchenko spielte sie im Quartett Zenit. Konzertreisen führten sie nach Madagaskar, China und Kurdistan. Als Theatermusikerin arbeitet sie beim Berliner Ensemble.
Wohlfarth erhielt 2017 den JIB-Jazz-Preis.